# Tasmanoonops ripus
Tasmanoonops ripus là một loài nhện trong họ Orsolobidae.
Loài này thuộc chi Tasmanoonops. Tasmanoonops ripus được Raymond Robert Forster & Norman I. Platnick miêu tả năm 1985.